# جنيفيف برونيه
جنيفيف برونيه (بالفرنسية: Geneviève Robic-Brunet)‏ (و. 1959  م) هي دراجة كندية، ولدت في مونتريال، شاركت في الألعاب الأولمبية الصيفية 1988، والألعاب الأولمبية الصيفية 1984.

## سباقات أو مراحل فاز بها
| التاريخ       | السباق                                                          | المركز                  |
| ------------- | --------------------------------------------------------------- | ----------------------- |
| 01 يناير 1980 | سباق الطريق ضد الساعة للسيدات في بطولة كندا لسباق الدراجات 1980 | المركز الثالث           |
| 01 يناير 1981 | سباق الطريق للسيدات في بطولة كندا لسباق الدراجات 1981           | المركز الثالث           |
| 01 يناير 1982 | سباق الطريق ضد الساعة للسيدات في بطولة كندا لسباق الدراجات 1982 | المركز الثاني           |
| 01 يناير 1984 | سباق الطريق للسيدات في بطولة كندا لسباق الدراجات 1984           | الفائز في التصنيف العام |
| 01 يناير 1987 | سباق الطريق للسيدات في بطولة كندا لسباق الدراجات 1987           | الفائز في التصنيف العام |

## روابط خارجية
- جنيفيف برونيه على موقع إحصائيات الدراجات الإحترافية (الإنجليزية)
- جنيفيف برونيه على موقع اللجنة الأولمبية الدولية (الإنجليزية)
- جنيفيف برونيه على موقع أوليمبيديا (الإنجليزية)
- جنيفيف برونيه على موقع اللجنة الأولمبية الكندية (الإنجليزية)